# Старе Обожиська
Старе Обожиська (пол. Stare Oborzyska) — село в Польщі, у гміні Косцян Косцянського повіту Великопольського воєводства.
Населення — 1232 особи (2011).
У 1975-1998 роках село належало до Лешненського воєводства.

## Демографія
Демографічна структура станом на 31 березня 2011 року:
|          | Загалом | Допрацездатний вік | Працездатний вік | Постпрацездатний вік |
| -------- | ------- | ------------------ | ---------------- | -------------------- |
| Чоловіки | 624     | 147                | 443              | 34                   |
| Жінки    | 608     | 149                | 389              | 70                   |
| Разом    | 1232    | 296                | 832              | 104                  |